# الكأس الأولمبية
الكأس الأولمبية (بالفرنسية: Coupe olympique ) هي جائزة تمنحها اللجنة الأولمبية الدولية سنويًا.
تأسست من قبل بيير دي كوبرتين في عام 1906 وتمنح لمؤسسة أو جمعية أو نادي رياضي أو أشخاص مع سجل الجدارة والنزاهة في تطوير الحركة الأولمبية بنشاط.
وقد شمل متلقيها نوادي رياضية هواة ومدارس وصحف وإدارات رياضية وطنية، على الرغم من أنها تُمنح في المقام الأول للمجموعات المرتبطة بتنظيم الألعاب الأولمبية .

## الفائزون بكأس الأولمبياد
- 1906 - Touring Club de France
- 1907 - هنلي رويال ريجاتا
- 1908 - الجمعية المركزية السويدية لتشجيع الرياضة
- 1909 - الجمباز الألماني
- 1910 - حركة سوكول
- 1911 - تورينو كلوب ايطاليانو
- 1912 - اتحاد جمباز الجمباز في فرنسا
- 1913 - النادي الرياضي المجري
- 1914 - الاتحاد الرياضي للهواة في أمريكا
- 1915 - مدرسة الرجبي
- 1916 - كونفري سان ميشيل دي غاند
- 1917 - اتحاد كرة القدم الهولندي
- 1918 - الفرق الرياضية لجبهة الحلفاء
- 1919 - المعهد الأولمبي في لوزان
- 1920 - YMMC.A. الكلية الدولية، سبرينجفيلد
- 1921 - الاتحاد الرياضي الدنماركي
- 1922 - الاتحاد الرياضي للهواة في كندا
- 1923 - الرابطة الرياضية في كاتالونيا
- 1924 - اتحاد فنلندا لألعاب القوى والجمباز
- 1925 - اللجنة الوطنية للتربية البدنية في أوروغواي
- 1926 - الاتحاد النرويجي للتزلج
- 1927 - العقيد روبرت م. طومسون
- 1928 - Junta Nacional Mexicana
- 1929 - لجنة YMCA العالمية
- 1930 - الاتحاد السويسري لكرة القدم وألعاب القوى
- 1931 - الرابطة الوطنية لملاعب اللعب، بريطانيا العظمى
- 1932 - الكلية الألمانية للتربية البدنية
- 1933 - الجمعية الاتحادية السويسرية للجمباز
- 1934 - أوبرا نازيونال دوبولافورو
- 1935 - الجمعية الوطنية للترفيه والمتنزهات
- 1936 - الرابطة الرياضية للهواة الهيلينية
- 1937 - اتحاد التزلج النمساوي
- 1938 - الأكاديمية الملكية للتربية البدنية في المجر
- 1939 - القوة من خلال الفرح
- 1940 الجمباز السويدي
- 1941 - اللجنة الأولمبية الفنلندية
- 1942 - وليام ماي جارلاند
- 1943 - اللجنة الأولمبية الأرجنتينية
- 1944 - مدينة لوزان
- 1945 - الرابطة النرويجية لألعاب القوى
- 1946 - اللجنة الأولمبية لكولومبيا
- 1947 - J. Sigfrid Edström ، رئيس اللجنة الأولمبية الدولية
- 1948 - المجلس المركزي للترفيه البدني
- 1949 - نادي فلومينينسي لكرة القدم
- 1950 - اللجنة الأولمبية البلجيكية
- 1950 - جمعية الألعاب الأولمبية النيوزيلندية والإمبراطورية البريطانية
- 1951 - أكاديمية الرياضة بباريس
- 1952 - مدينة أوسلو
- 1953 - مدينة هلسنكي
- 1954 - المدرسة الاتحادية للجمباز والرياضة في سويسرا
- 1955 - اللجنة المنظمة لدورة ألعاب أمريكا الوسطى والكاريبي 1954
- 1955 - اللجنة المنظمة لدورة الألعاب الأمريكية لعام 1955
- 1956 - لا جائزة
- 1957 - الاتحاد الرياضي الصامت لإيطاليا
- 1958 - لا جائزة
- 1959 - باناثلون إيطاليانو، جنوة
- 1960 - المركز الرياضي بالجامعة الإيطالية
- 1961 - مؤسسة هيلمز هول، لوس أنجلوس
- 1962 - اللجنة المنظمة لدورة الألعاب البوليفارية لعام 1961
- 1963 - الرابطة الأسترالية البريطانية للإمبراطورية وألعاب الكومنولث
- 1964 - لجنة جنوب كاليفورنيا للألعاب الأولمبية، لوس أنجلوس
- 1965 - مدينة طوكيو
- 1966 - اللجنة الدولية للرياضة الصامتة
- 1967 - الألعاب البوليفارية
- 1968 - شعب مكسيكو سيتي
- 1969 - اللجنة الأولمبية البولندية
- 1970 - اللجنة المنظمة لدورة الألعاب الآسيوية 1966 و 1970
- 1971 - اللجنة المنظمة لدورة الألعاب الأمريكية لعام 1971
- 1972 - اللجنة الأولمبية التركية
- 1972 - مدينة سابورو
- 1973 - شعب ميونيخ
- 1974 - اللجنة الاولمبية البلغارية
- 1975 - اللجنة الأولمبية الوطنية الإيطالية
- 1976 - اتحاد الثقافة البدنية والرياضة التشيكوسلوفاكية
- 1977 - اللجنة الأولمبية لكوت ديفوار
- 1978 - اللجنة الأولمبية اليونانية
- 1979 - اللجنة المنظمة لبطولة العالم للتجديف 1978 في نيوزيلندا
- 1980 - Ginásio Clube البرتغالية
- 1981 - الاتحاد السويسري، الأكاديمية الأولمبية الدولية
- 1982 - راسينج كلوب دي فرانس
- 1983 - اللجنة الاولمبية بورتوريكو
- 1984 - اللجنة المنظمة لبطولة العالم 1983 في ألعاب القوى
- 1985 - اللجنة الأولمبية الصينية
- 1986 - مدينة شتوتغارت
- 1988 - ليكيب
- 1988 - شعب أستراليا
- 1989 - مدينة سيول
- 1989 - لا جازيتا ديلو سبورت
- 1990 - نادي بانيلينيوس الرياضي بأثينا
- 1991 - اللجنة الأولمبية اليابانية
- 1992 - قسم سافوي
- 1992 - مدينة برشلونة
- 1993 - اللجنة الأولمبية في موناكو
- 1994 - اللجنة الاولمبية الوطنية الفرنسية والرياضة
- 1994 - شعب النرويج
- 1995 - اللجنة الكورية للرياضة والألعاب الأولمبية
- 1996 - مدينة بادن بادن
- 1997 - لم تمنح
- 1998 - شعب ناغانو
- 1999 - منظمة الأمم المتحدة
- 2000 - مدينة سيدني
- 2001 - مدرسة كيب كينو، إلدوريت
- 2002 - سكان سولت لايك سيتي
- 2003 - فريق Alinghi
- 2004 - شعب أثينا
- 2005 - متحف ليك بلاسيد الأولمبي
- 2006 - أهالي تورينو
- 2007 - متحف ليك بلاسيد الأولمبي
- 2008 - مواطني بكين [2]
- 2009 -
- 2010 - شعب سنغافورة [3]
- 2011 - اللجنة الأولمبية الجنوب أفريقية والاتحاد الرياضي وشعب ديربان
- 2012 - مواطني لندن [4]
- 2016 - سكان مدينة ريو دي جانيرو
- 2018 - سكان مدينة بوينس آيرس [5]

## روابط خارجية
- الموقع الرسمي للجنة الأولمبية الدولية
- قائمة المتلقين لعام 1948